# Neue Gruppe Saar
Die Neue Gruppe Saar ist eine Vereinigung saarländischer Künstler, die 1957 gegründet wurde.	
Die „neue gruppe saar“, auch Neue Gruppe de la Sarre, wurde 1957 auf Anregung von Boris Kleint ins Leben gerufen. Kleint war seinerzeit Leiter der Malklasse an der Staatlichen Schule für Kunst und Handwerk in Saarbrücken. Die Gründung fiel in die gesellschaftliche und kulturelle Neubesinnung  der Nachkriegszeit, die gerade im künstlerischen Bereich mit einer Aufbruchsstimmung und der Suche nach neuen Organisationsformen einherging. Ziel war es dabei, eine breitere Öffentlichkeit mit neu aufkeimenden Ideen der Künstler in Verbindung zu bringen. Die Künstler des Saargebiets, das 10 Jahre von Frankreich verwaltet wurde, suchten den Anschluss an die künstlerische Entwicklung in Deutschland, wozu westdeutsche Künstler in das Saarland eingeladen wurden.
Künstlerisch basierte die Gruppe auf dem Gedankengut des Bauhauses, das von Kleint in die Lehre der Saarbrücker Kunstschule mit einbezogen wurde. Die Mitglieder der „neuen gruppe saar“ verfolgten insofern Tendenzen der konkret-konstruktiven Kunst. Einige der Gruppe, darunter Kilian Breier, suchten den Kontakt zur Gruppe ZERO, worauf es 1959 zu einer gemeinsamen Ausstellung mit Heinz Mack und Otto Piene kam. Ein weiteres Ziel der Gruppe ist eine Intensivierung internationaler künstlerischer Verflechtungen, letztlich auch eine Ausstellungszweckgemeinschaft.
Neben Kleint waren weitere Mitglieder der Gruppe unter anderem Oskar Holweck (Mitbegründer), Hannes Neuner, Eve Neuner-Kayser, Rolf Duroy, Horst Linn, Paul Antonius, Barbara Bredow, Kilian Breier, Monika von Boch, Harald Boockmann, P. Burkart, August Clüsserath, Jo Enzweiler, Albert Fürst, Rolf Glasmeier, Leo Grewenig, Heinz Habermann, Margarete Heisler, Ewerdt Hilgemann, Wolfram Huschens, Wolfgang Kermer, Horst Linn. Margarete Palz, Sigurd Rompza, Hans Willi Scherf, Paul Schneider, Werner Schreib, Johannes Schreiter, Ed Sommer, Hans Wilhelm Sotrop, Willi Spiess und Hans Dahlem.
Die Gruppe hatte 1958 ihre erste Gemeinschaftsausstellung im Saarbrücker Saarlandmuseum.